# Erwin Pröll

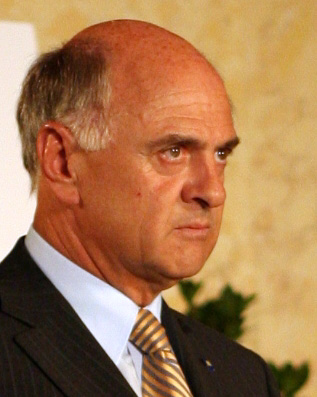
Erwin Pröll în iulie 2005

Erwin Pröll (n. 24 decembrie 1946) este un politician austriac.
Din 22 octombrie 1992 deține postul de landeshauptmann în Austria Inferioară. Erwin Pröll membru al partidului Partidului Popular Austriac.
1. ↑  Erwin Pröll, Česko-Slovenská filmová databáze
2. ↑  „Erwin Pröll”, Gemeinsame Normdatei, accesat în 9 aprilie 2014
3. ↑  CONOR.SI[*] Verificați valoarea |titlelink= (ajutor)